# Fusillade du 5 avril 2013 à Gatineau
La fusillade du 5 avril 2013 a lieu dans la ville de Gatineau, dans une garderie privée, Les Racines de vie Montessori, situé dans le secteur Hull où un homme déséquilibré tue un employé de la garderie avec une carabine avant de s'enlever la vie. Cette fusillade est commise en présence de 53 enfants, mais aucun ne sont blessés ou tués. Cet événement cause une onde de choc partout dans la ville pendant plusieurs jours.

## La fusillade
Vendredi le 5 avril 2013, aux alentours de 10 h 20, un homme fait irruption au 225, rue Gamelin et assassine un employé. Il se dirige ensuite au 229, rue Gamelin pour tenter de tuer son ex-conjointe, Nathalie Gagnon — la directrice de la garderie — en l'aspergeant d'essence mais elle réussit à s'enfuir avant de l'immoler vive. Quelques minutes après, il se cache dans une pièce du même endroit et se suicide avec son fusil de chasse de calibre 12. Les policiers de la ville de Gatineau reçoivent un appel du 911 à 10 h 27. Trois minutes plus tard, ces derniers découvrent le cadavre du tireur gisant au sol avec son arme à ses côtés. La victime finit par succomber de ses blessures à l'hôpital. Au moment de la tuerie, il y a 53 enfants sur place mais aucun ne sont blessés ou tués. 
En soirée, le Service de police de la ville de Gatineau (SPVG) identifie le présumé tireur comme étant Robert Charron et la victime, Neil Galliou. Le véritable motif est un triangle amoureux. Robert Charron avait divorcé depuis peu avec la directrice de la garderie.[réf. nécessaire]

## Réactions
Le maire, Marc Bureau se présente sur les lieux de la fusillade, accompagné du directeur du SPVG, et déclare aux médias : « J'ai un petit-enfant maintenant. Dans mon passé, j'ai déjà travaillé dans une garderie, et je sais ce que ces gens-là doivent vivre. C'est pour cela que je vais me diriger vers ces gens-là. »